# Ralph McTell
Ralph McTell (Farnborough, Kent; 3 de diciembre de 1944), nacido como Ralph May, es un cantautor y guitarrista británico que ha sido una figura influyente en la escena de la música folk del Reino Unido desde la década de 1960. McTell es conocido sobre todo por su canción "Streets of London" (1969), que ha sido versionada por más de doscientos artistas de todo el mundo.
McTell tomó como modelo de su estilo de guitarra a los guitarristas estadounidenses de country blues de principios del siglo XX, como Blind Blake, Robert Johnson y Blind Willie McTell. Estas influencias llevaron a un amigo a sugerirle su apellido profesional. McTell, un consumado intérprete de piano y armónica, además de guitarra, publicó su primer álbum en 1968 y fue aclamado en el circuito folk. Alcanzó su mayor éxito comercial en 1974, cuando una nueva grabación de "Streets of London" se convirtió en el número 2 de la UK Singles Chart. Otra de sus composiciones notables es "From Clare to Here", una balada sobre la emigración irlandesa. En la década de 1980, compuso e interpretó canciones para dos programas infantiles de televisión, Alphabet Zoo, en el que también participó Nerys Hughes, y Tickle on the Tum, en el que actuó Jaqui Reddin. También grabó el tema de Keith Hopwood y Malcolm Rowe para la adaptación de Cosgrove Hall de El viento en los sauces.

## Biografía

### Primeros años

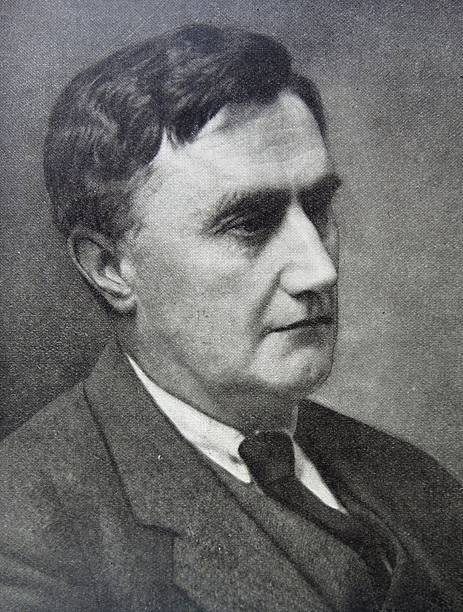
El nombre de McTell fue bautizado con el del compositor británico Ralph Vaughan Williams (en la imagen)

La madre de McTell, Winifred (de soltera Moss), nació en Hammersmith, Londres. Durante la Segunda Guerra Mundial vivía en Banbury, Oxfordshire, con su hermana Olive, cuando conoció a Frank May. Se casaron en 1943, mientras Frank estaba en casa de permiso del ejército. Winifred se trasladó a Croydon, Surrey, y McTell nació el 3 de diciembre de 1944 en Farnborough, Kent. Fue bautizado con el nombre de Ralph Vaughan Williams. Frank había trabajado como jardinero del compositor antes de la guerra. Su segundo hijo, Bruce, nació en 1946. Frank fue desmovilizado, pero tras un año en casa, abandonó a su familia en 1947.
Winifred tuvo que mantenerse sola y criar a los niños sin ayuda. Al biógrafo de McTell le contó: "Recuerdo que Ralph me dijo poco después de que Frank nos dejara: 'Yo cuidaré de ti, mamá'. Supongo que se había acostumbrado a que Frank estuviera fuera toda su corta vida". Pero a pesar del abandono de su padre y la consiguiente pobreza, Ralph y Bruce May tuvieron una infancia feliz y plena en Croydon.
El amor de McTell por la música afloró pronto. Le regalaron un organillo de plástico y su abuelo, que tocaba la armónica, le enseñó y animó. Los hermanos pasaron muchas vacaciones de verano en Banbury con sus tíos y abuelos. Banbury y el norte de Oxfordshire figuraron durante toda la vida de McTell. Más tarde, recordó aquellos veranos de la infancia en su canción "Barges".

### Influencias
Otras experiencias de la infancia marcaron la forma de componer de McTell. Un joven irlandés y su familia eran los vecinos de arriba de los Mays. McTell, que necesitaba una figura paterna, valoraba mucho la amistad del joven, que más tarde inspiró la canción "Mr. Connaughton". Del mismo modo, "Mrs. Adlam's Angels" recuerda a su maestra de la escuela dominical: "Me encantaba el ceremonial y la música", dice, "se puede oír la influencia de las melodías de los himnos en las estructuras de mis canciones".
En 1952, dos jóvenes intentaron entrar en un almacén de Croydon: uno, Derek Bentley, se entregó a la policía, pero el otro, Christopher Craig, de dieciséis años, disparó y mató a un agente. Sin embargo, en el juicio, Bentley fue condenado a muerte. "Mi madre conocía a los Bentley", recuerda McTell. "Yo tenía unos ocho años, pero ya entonces pude ver el horror y la injusticia de ejecutar a un adolescente por un asesinato que no había cometido". Muchos años después, McTell expresó ese sentimiento de injusticia en la canción "Bentley & Craig".

### Adolescencia

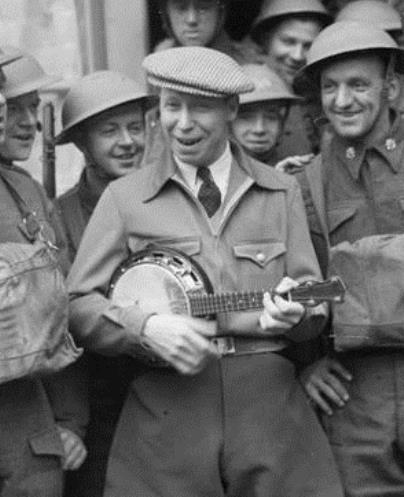
McTell aprendió a tocar con un ukele estilo George Formby, Jr. (en la imagen)

Tras aprobar el examen del 11-plus, McTell asistió a la John Ruskin Grammar School. Odiaba su estancia allí y, a pesar de ser un alumno muy brillante, no obtuvo buenos resultados académicos. Muchos de sus compañeros procedían de entornos más acomodados y, aunque tenía muchos amigos en la escuela, sentía que no encajaba.
Desde el punto de vista musical, sus gustos también tendían a ser extraños. Le cautivaban el skiffle y el rock'n'roll americano. Adquirió un viejo ukelele y un ejemplar de The George Formby Method, y tocó su primer acorde. Más tarde recordó: "Me quedé atónito, ¡era como magia!". Pronto dominó clásicos del skiffle como "Don't You Rock Me, Daddy-O", y en su segundo año de colegio formó una banda de skiffle.
A la edad de 15 años, McTell estaba ansioso por dejar la escuela y el ejército británico parecía una salida, así que en 1959 se alistó en el Batallón de Líderes Junior del Regimiento Surrey de la Reina. La vida en el ejército resultó mucho peor que en la escuela. Después de seis meses, se compró la baja y reanudó su educación en la escuela técnica, aprobando varios exámenes de nivel O y un examen de nivel A en arte.
En 1963, McTell trabajaba en una obra, y es de esta época de la que escribió, a mediados de los 70, "From Clare to Here". "Había una banda irlandesa en la obra, y el craic, como ellos lo llaman, aliviaba el estrés del duro trabajo. Yo trabajaba con un irlandés llamado Michael, como tantos de ellos. Y le dije: 'Debe de ser muy extraño estar aquí en Londres después del lugar de donde vienes'. Y él respondió: 'Sí, hay un largo camino desde Clare hasta aquí'".

### Descubriendo la música afroamericana
En la universidad, McTell se interesó por la cultura beatnik que floreció en los años cincuenta y principios de los sesenta. Además de leer las obras de escritores como Jack Kerouac y Allen Ginsberg, descubrió la música afroamericana: jazz, blues y R&B. Inspirado por músicos como Jesse Fuller, Ramblin' Jack Elliott, Robert Johnson y Muddy Waters, se compró una guitarra y practicó asiduamente.
Él y un grupo de amigos con ideas afines se convirtieron en asiduos de los clubes de jazz del Soho londinense y acudían con regularidad a Brighton para "...sentarse en la playa con aspecto barrido por el viento e interesante", como decía McTell. Pronto pasó gran parte de su tiempo fuera de Croydon, manteniéndose con trabajos temporales en fábricas, lavanderías y hoteles.
Durante sus viajes, McTell conoció a músicos que estaban destinados a ser amigos para toda la vida, entre ellos Jacqui McShee (que más tarde ganaría fama en el grupo Pentangle), Martin Carthy y Wizz Jones. Le convencieron para que se uniera a una banda de bluegrass llamada Hickory Nuts, que actuaba por toda Inglaterra y, a pesar de que al principio tocaba en lugares de mala muerte por poco dinero, acabó cobrando unos honorarios decentes y consiguiendo un público respetable en locales como el Fairfield Halls de Croydon.

### Música callejera

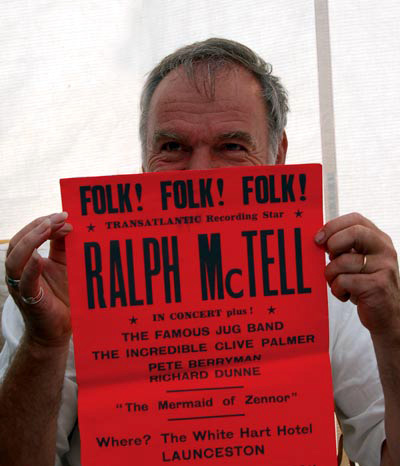
McTell fotografiado en 2006 sosteniendo un cartel publicitario de un concierto de finales de los 60 en Launceston

Para entonces, McTell había empezado a viajar al extranjero, recorriendo Europa con su guitarra. Pasó una temporada en Francia y visitó Bélgica y Alemania. Otros viajes le llevaron a Italia y, a través de Yugoslavia ("Ya entonces sentía una locura"), a Grecia.
París era una ciudad que McTell visitaba con frecuencia. A finales de 1965, él y un amigo de Croydon se alojaron en un hotel barato de la orilla izquierda y se ganaron el alquiler haciendo cola en los cines. Después de pasar un frío invierno en París, McTell conoció a un joven estadounidense, Gary Petersen, que había estudiado con el legendario guitarrista Reverend Gary Davis. "Cada vez que tocaba con Petersen, sentía una gran expectación", recuerda McTell. "Cada vez aprendía algo nuevo, y a través de él aprendí a tocar ragtime correctamente".
En 1966, McTell conoció a otra emigrada a París, una estudiante de Noruega llamada Nanna Stein. La pareja pronto se hizo inseparable. De vuelta a Inglaterra, vivieron en una caravana en Cornualles. McTell y Wizz Jones actuaban con regularidad en el circuito de Cornualles, especialmente en The Folk Cottage, en Mitchell. Fue Jones quien sugirió el nombre artístico de "McTell", "por Blind Willie McTell, cuyo 'Statesboro Blues' nos encantaba a los dos".
Cornualles cautivó el corazón de McTell -un lugar cuyo "espíritu único me llegó"- y el condado ha seguido siendo siempre un lugar de retiro para él. A finales de 1966, Stein y él esperaban su primer hijo. Se casaron el 30 de noviembre en Noruega y volvieron a vivir a Croydon con Winifred. Su hijo, Sam, nació el 21 de enero de 1967.
Tras un periodo poco gratificante en la escuela de magisterio, McTell decidió que tenía que dedicarse a la música a tiempo completo. Además de su talento vocal e instrumental, se estaba desarrollando como compositor y era solicitado en clubes y festivales folk.

### Contrato discográfico
Durante 1967, McTell consiguió un contrato con Transatlantic Records y a finales de año estaba grabando su primer álbum. Arreglado por Tony Visconti y producido por Gus Dudgeon, el álbum, Eight Frames a Second, se publicó a principios de 1968. Llamó la atención de la BBC y apareció en programas de radio como Country Meets Folk en agosto y Top Gear de John Peel. La publicación del álbum supuso más trabajo en directo, por lo que Bruce, el hermano de McTell, se convirtió en su mánager y agente de contratación.
Su segundo álbum, Spiral Staircase, grabado para Transatlantic a finales de 1968, incluía la primera grabación de "Streets of London", grabada en una sola toma por McTell a la guitarra y la voz.
El tercer álbum, My Side of Your Window, publicado en 1969, se convirtió en el álbum folk del mes de la revista Melody Maker. En julio, McTell actuó por primera vez en el Cambridge Folk Festival y a finales de año fue cabeza de cartel en el Hornsey Town Hall.

### Inicios de los años 1970
En 1970, "había formado una familia", recordaba McTell en una entrevista, "y descubrí que, de algún modo, tenía una carrera musical". La radio se hacía eco de sus canciones y el público de sus conciertos crecía.
En mayo, su éxito era suficiente para llenar el Royal Festival Hall de Londres. En agosto, McTell actuó en el multitudinario Festival de la Isla de Wight junto a Jimi Hendrix, Joan Baez y Leonard Cohen.
Bruce May se había retirado y McTell pasaba a ser dirigido por el empresario Jo Lustig. En octubre de 1970, McTell volvió a agotar las entradas del Royal Festival Hall y publicó el álbum Revisited. Esta recopilación remezclada estaba destinada originalmente a presentar a McTell a los compradores de discos estadounidenses, pero se publicó en el Reino Unido. Aún no se ha editado en CD, a pesar de que todos los demás álbumes de Transatlantic han sido remasterizados, todas las pistas están disponibles en el CD All Things Change: The Transatlantic Anthology.
La hija de Ralph y Nanna, Leah, nació el 9 de febrero de 1971.

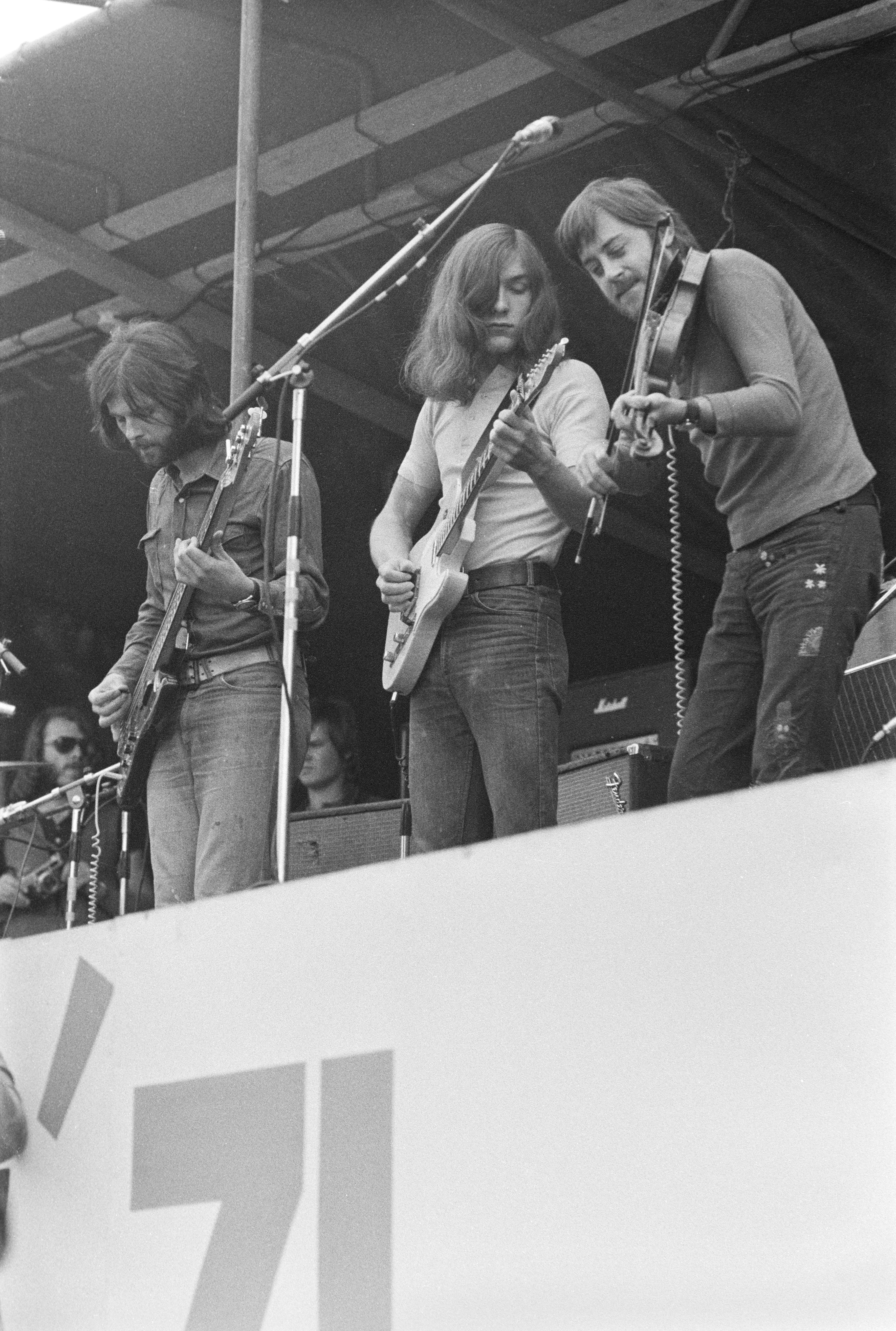
Fairport Convention, banda de folk que estuvo relacionada con McTell

You Well-Meaning Brought Me Here se publicó con el sello Famous en 1971. Entre los temas más destacados de este cuarto álbum de estudio se encontraba "The Ferryman", inspirado en el libro Siddhartha de Herman Hesse. Ese año también fue testigo de la primera gira de McTell por Estados Unidos.
Inicialmente, Paramount Records había sido el sello americano de McTell, pero no le había apoyado, y más tarde firmó con Warner Bros. Records. Durante su estancia en Estados Unidos, McTell se relacionó con la banda británica de folk-rock Fairport Convention, estableciendo una relación profesional de por vida, así como amistades personales.
Paramount incluyó una nueva grabación de "Streets of London" en la edición estadounidense de You Well-Meaning Brought Me Here y, en abril de 1972, la publicó como sencillo en los Países Bajos, donde entró en las listas, subiendo lentamente hasta el nº 9 en mayo.
El quinto álbum de McTell, Not Till Tomorrow, fue producido por Tony Visconti y publicado por Reprise en 1972. Su gira de conciertos por el Reino Unido llenó las salas y conoció a uno de sus héroes de la guitarra, el reverendo Gary Davis. A finales de año, se separó de Jo Lustig y su hermano Bruce volvió a dirigir su carrera.
Aunque vivían en Putney, al suroeste de Londres, Ralph y Nanna compraron una casa de campo abandonada en Cornualles durante 1972.

### Royal Albert Hall
En 1973, McTell realizó dos grandes giras. La gira de primavera culminó con un concierto en el Royal Festival Hall de Londres el 5 de mayo en el que se agotaron las entradas, mientras que la gira de invierno finalizó el 30 de enero de 1974 en el Royal Albert Hall de Londres con un lleno absoluto. A finales de año, McTell estaba de nuevo en el estudio con Visconti trabajando en su siguiente álbum. Publicado a principios de 1974, Easy fue aclamado por la crítica. Se promocionó con largas giras por Reino Unido y Europa con Danny Thompson y Mike Piggott como músicos de acompañamiento. A pesar de los disturbios civiles y la violencia en Irlanda del Norte, la gira incluyó conciertos en la provincia; de hecho, McTell siguió tocando allí con regularidad durante los "Problemas".

### El éxito y la banda
McTell volvió a grabar "Streets of London" con el bajista Rod Clements y los coristas Prelude. Publicada como sencillo (grabado en el sello Reprise) el 7 de diciembre de 1974, se disparó en las listas hasta el n.º 2 en la primera semana de 1975, se convirtió en un éxito de ventas millonario en todo el mundo y le valió a McTell el premio Ivor Novello.
A principios de 1975, McTell publicó el álbum Streets..., que se vendió con fuerza y permaneció doce semanas en las listas de álbumes. Entre los músicos de acompañamiento del álbum se encontraban Rod Clements, de Lindisfarne, Dave Pegg y Jerry Donahue, de Fairport Convention, y Maddy Prior, de Steeleye Span, que inspiró a McTell para escribir la canción "Maddy Dances". Decidió salir de gira con una banda para promocionar el álbum, pero el experimento no fue un éxito. Esa gira, recuerda, "se convirtió en una pesadilla". Era hora de tomarse un descanso. McTell se fue a Estados Unidos con su familia, donde pasó un tiempo relajándose y escribiendo. Una vez recuperado, regresó al Reino Unido.
En 1976, McTell fue cabeza de cartel en el Festival de Jazz de Montreux y ofreció otro concierto con todas las entradas agotadas en el Royal Albert Hall. A continuación, realizó su primera gira por Australia y Extremo Oriente. Ante la insistencia de McTell, los músicos callejeros locales recibieron entradas gratis para el concierto estrella en la Ópera de Sídney.
El hijo de Ralph y Nanna, Tom, nace el 7 de septiembre de 1976.
El octavo álbum de McTell, Right Side Up, se publicó a finales de 1976 y el año terminó con un concierto de Navidad en Belfast, que llenó todas las localidades y en el que fue ovacionado antes y después del espectáculo.
Los conciertos en el Royal Albert Hall y en la Ópera de Sídney fueron grabados y, en 1977, Warner Bros. Records publicó el álbum en directo Ralph, Albert and Sydney.
Durante ese año, McTell conoció a John 'Jonah' Jones, una figura popular de la escena musical londinense. Fue el comienzo de una estrecha amistad que duró hasta la muerte de John en 2003. Tras giras por Estados Unidos y Gran Bretaña, McTell volvió a actuar en el Cambridge Folk Festival.

### Tiempos más tranquilos

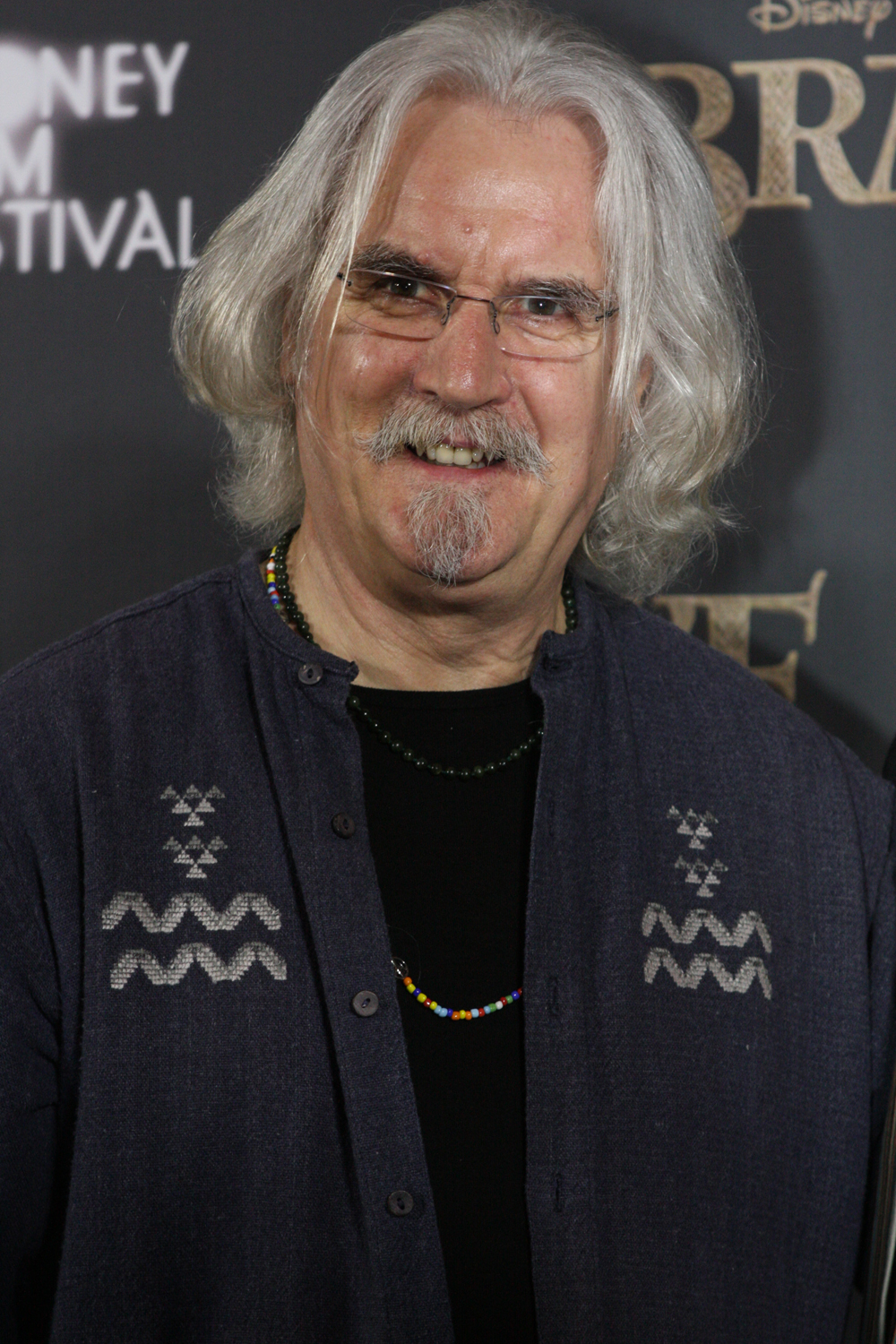
Billy Connolly (en la imagen), usó la canción "English" en uno de sus programas

El hijo de Ralph y Nanna, Billy, nació el 19 de abril de 1978. Profesionalmente, fue un año más tranquilo y Ralph pasó tiempo con su familia en sus casas de Londres y Cornualles.
En marzo de 1979, McTell tocó en The Royal Festival Hall acompañado por Dave Pegg y Dave Mattacks de Fairport Convention, y Nigel Smith y Mike Piggott.
McTell había escrito varias canciones nuevas y se metió en el estudio con músicos de acompañamiento como Richard Thompson, Dave Pegg y Simon Nicol. El álbum resultante, Slide Away The Screen, fue publicado por Warner Bros. Records.
El contrato de grabación con Warner Bros. Records expiró en 1980, por lo que McTell y Bruce May crearon Mays Records como sello propio. Pasaría un año o más hasta que tuvieran un álbum que publicar, pero McTell siguió de gira.
Durante 1981, McTell, Dave Pegg, Dave Mattacks y Richard Thompson formaron una banda improvisada llamada The GP's. Realizaron media docena de conciertos, pero las restricciones contractuales impidieron el desarrollo de la banda.
El primer lanzamiento de Mays Records fue el sencillo de 1981 "England", una canción que más tarde se adoptó como tema de un diario de viajes televisivo presentado por el cómico Billy Connolly, viejo amigo de McTell. El primer álbum de Mays Records fue Water of Dreams, que incluía "Bentley & Craig", la canción que llevó a McTell a apoyar la campaña para conceder a Derek Bentley el indulto póstumo.

### Televisión
En 1982, la carrera de McTell dio un giro inesperado. Granada Television le encargó Alphabet Zoo, una serie de programas infantiles construidos en torno a canciones escritas e interpretadas por McTell. Aunque al principio se mostró reacio a aceptar la oferta, el hecho de que uno de sus héroes, Woody Guthrie, hubiera compuesto docenas de canciones para niños, le convenció de que merecía la pena. La primera serie, emitida en 1983, fue un éxito. Siguió una segunda serie y Mays Records publicó dos álbumes con el material: Songs From Alphabet Zoo y Best of Alphabet Zoo.
En 1983, McTell presentó su propia serie musical en BBC Radio 2. Entre sus invitados se encontraban Billy Connolly, Georgie Fame, Simon Nicol con Dave Swarbrick y Mike Harding.
En 1984, McTell dirigió otro programa infantil de televisión, llamado Tickle on the Tum, que también giraba en torno a sus canciones. McTell participó en tres series junto a invitados como John Wells, Willie Rushton, Kenny Lynch, Penelope Keith y Nerys Hughes. Mays Records publicó The Best of - Tickle on the Tum en 1986. La primera serie fue editada en DVD por Revelation Films en 2010.
McTell seguía dando conciertos entre sus compromisos televisivos y realizó giras durante 1984 en su país y en Canadá y Estados Unidos. Tras componer la música para una campaña publicitaria de la cerveza Skol, decidió concentrarse en su carrera musical y rechazó más trabajos televisivos.

### Comercialización
Bruce May negoció un contrato con Telstar Records, una compañía que promocionaba sus productos con grandes campañas publicitarias. McTell fue convencido para grabar un álbum que mezclaba su propio material y "canciones clásicas" como "Penny Lane", "Morning Has Broken" y "Scarborough Fair". El resultado, At the End of a Perfect Day, publicado a finales de 1985, fue una de las grabaciones menos satisfactorias de McTell. Fue "una aventura totalmente comercial y un miserable fracaso", dijo más tarde; "...aunque era reacio a hacerlo, la posibilidad de conseguir el tipo de respaldo que Telstar ofrecía era demasiado buena como para desaprovecharla".
Al año siguiente, McTell volvió a estar en forma con Bridge of Sighs. Publicado por Mays Records en 1986, el álbum reunía un montón de canciones inacabadas hasta entonces. Incluía "The Girl from the Hiring Fair" (escrita originalmente para Fairport Convention y en cuyo repertorio principal permanece hasta hoy), y "The Setting", influida por Sean O'Faolain.

### Homenaje

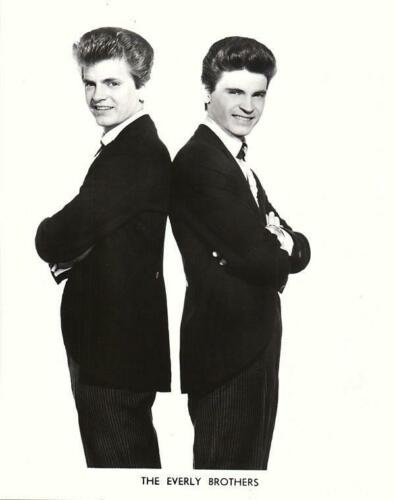
McTell abrió los conciertos de The Everly Brothers durante su gira en Reino Unido

Además de sus propias giras, McTell consiguió un prestigioso puesto de telonero en 1987 en la gira británica de The Everly Brothers.
Tras giras por Europa, Estados Unidos y Australia, McTell volvió al estudio en febrero de 1988 para grabar el álbum Blue Skies Black Heroes. Publicado en su propio sello Leola Music, el álbum era un homenaje a los músicos de blues y ragtime que tanto habían influido en su forma de tocar.
"Casi todos mis héroes de la guitarra son negros, americanos, normalmente ciegos y la mayoría muertos", decía McTell. Todos los temas de Blue Skies Black Heroes se grabaron en directo, cuatro de ellos con Danny Thompson al bajo. La gira de seguimiento de ese verano vio a McTell en la carretera con un verdadero arsenal de guitarras.
En 1988 también se publicó un álbum recopilatorio, The Very Best of Ralph McTell. Publicado por Start, fue el primer álbum de McTell en aparecer en CD.
McTell visitaba con regularidad y actuaba ocasionalmente en el festival anual de música de Fairport Convention en el pueblo de Cropredy, cerca de Banbury. El lugar le inspiró la balada "Red and Gold", sobre la Guerra Civil inglesa, que se ha convertido en otro elemento básico del repertorio de Fairport.
A finales de 1988, Bruce May dejó de ser el mánager de McTell, puesto que ocupó Mick McDonagh.

### Recopilaciones de Castle
En 1989, McTell firmó un contrato con la discográfica Castle Communications para producir una recopilación de sus canciones de amor. Por motivos contractuales, algunas canciones tuvieron que volver a grabarse en el Woodworm Studio de Dave Pegg, en Barford St Michael. El álbum resultante, A Collection of His Love Songs, se subtituló "Affairs of the Heart".
Para apoyar el lanzamiento del álbum, McTell emprendió una extensa gira en otoño y principios de invierno. La gira estuvo bien apoyada con material de relaciones públicas y fue dirigida en la carretera por John 'Jonah' Jones.
Al año siguiente, 1990, Castle publicó Stealin' Back, otra colección de temas de blues y jug band de McTell.
En 1991, McTell compartió cartel con Donovan en una gira por Alemania. También realizó una gira por su cuenta en el Reino Unido.
En 1992 se publicó un segundo recopilatorio de Castle para celebrar los 25 años de grabaciones de McTell. Silver Celebration incluía una selección de temas como "The Ferryman", "From Clare to Here" y "Streets of London". Una extensa gira de Silver Celebration ocupó gran parte del año, de nuevo dirigida por 'Jonah' Jones.
Castle ya había obtenido los derechos del catálogo de Transatlantic y publicó un CD "Best of" con 24 temas de los primeros álbumes de McTell. Posteriormente, Castle concedió licencias del catálogo de los primeros discos de McTell a otros sellos, lo que dio lugar a la publicación de varias recopilaciones en CD con títulos como The Best of Ralph McTell o Streets of London.

### The Boy with a Note
McTell completó un gran proyecto cuando, en 1992, la BBC encargó y emitió The Boy with a Note, "una evocación de la vida de Dylan Thomas en palabras y música". Se volvió a grabar y se publicó como álbum en el sello Leola de McTell. McTell está muy orgulloso de esta ambiciosa obra. "Se invirtieron dos o tres años", afirma. "Es un trabajo adulto".
Durante 1993, McTell realizó una gira por Australia y Extremo Oriente, y de vuelta a casa emprendió The Black And White Tour. Road Goes on Forever Records publicó The Complete Alphabet Zoo, que presentaba las canciones de las dos series de televisión en orden alfabético. McTell y Mick McDonagh se separaron.
En 1994, McTell participó en un concierto en el Royal Albert Hall para conmemorar la vida de Ken Woolard. Ken fue el fundador del Cambridge Folk Festival y McTell reunió una banda, Good Men in the Jungle, para tocar en el festival de ese verano. También celebró sus cincuenta años dejando de fumar.
Slide Away The Screen fue editado en CD por Road Goes on Forever Records con tres canciones inéditas añadidas.
Sand in Your Shoes se grabó en Woodworm, ahora en Barford St Michael, cerca de Banbury. El álbum salió a la venta con el sello Transatlantic en 1995.
McTell interpretó su canción "Bentley & Craig" en un servicio especial para Derek Bentley celebrado en el cementerio de Croydon con la familia Bentley. Iris, la hermana de Bentley, murió antes de que éste fuera indultado y, a petición de ella, McTell actuó en su funeral unos años más tarde.
En 1995, McTell interpretó canciones de The Boy with a Note en el Festival del Año de la Literatura de Swansea, en el sur de Gales.

### Tickety Boo

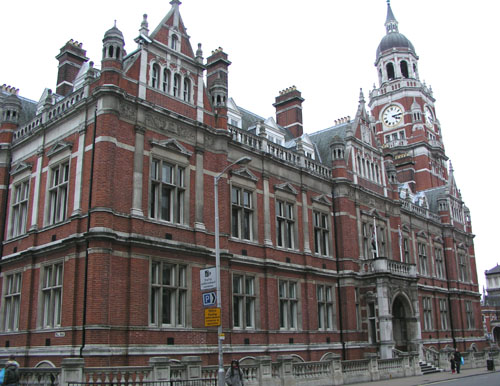
Cuando McTell dio un concierto en Croydon Town Hall (en la imagen), este fue grabado y publicado en un videocasete

En 1996, McTell presentó la cobertura radiofónica de la BBC del Festival de Sidmouth y realizó una gira por el Reino Unido, Europa y Estados Unidos.
Gordon "Doon" Graham, ingeniero de sonido de McTell desde hacía muchos años, había capturado muchas de las actuaciones de McTell en concierto en la mesa, y se publicó un álbum de material en directo de 1976 a 1995 en Leola con el título Songs for Six Strings Vol II.
A principios de 1997, McTell comenzó su asociación con Tickety Boo, la compañía que produjo la serie de televisión de Billy Connolly "World Tour of...". "In The Dreamtime", la canción que sonó en los créditos finales de Billy Connolly's World Tour of Australia, apareció más tarde en el álbum de McTell Red Sky.
Ese mismo año, McTell fue objeto de un importante reportaje en el periódico The Independent. Northdown Publishing publicó una biografía autorizada de McTell, titulada Streets of London. El concierto de McTell en el Ayuntamiento de Croydon fue filmado y publicado en videocasete como Live at the Town Hall por Leola en 1998.
Para entonces, Leola ya se había hecho cargo de la mayor parte de la gestión de McTell. Donard Duffy, mánager de gira e ingeniero de sonido de McTell, grabó dos conciertos en la Purcell Room de Londres, con entradas agotadas, y los publicó Leola en un doble CD. Titulado Travelling Man, el doble álbum salió a tiempo para la gira de primavera de 1999 de McTell. En mayo de 1999, el periódico The Guardian publicó un reportaje de dos páginas sobre McTell.

### Nuevo siglo
McTell había estado ocupado componiendo durante los dos años anteriores y el resultado fue Red Sky. Grabado en Woodworm y publicado en 2000 con el sello Leola, el álbum contenía 19 canciones más "Tickety-boo" como pista oculta.
Sin embargo, la producción de McTell no se limitaba a las canciones. Llevaba años trabajando en una autobiografía y el primer volumen, titulado Angel Laughter, fue publicado por Heartland Publishing en 2000.
Para promocionar Angel Laughter, McTell emprendió una gira por librerías y bibliotecas.
En 2001, McTell emprendió una gira especial por el Reino Unido. Con el título de "The National Tour", McTell tuvo la oportunidad de presentar conciertos con su recién adquirida guitarra resonadora National Steel. Dos grabaciones en directo de la gira nacional se incluyeron en el álbum National Treasure de Leola de 2002.
El 22 de febrero de 2002, McTell se presentó ante un público que había agotado las entradas en el teatro Empire de Liverpool. El acto sirvió de homenaje al difunto George Harrison, fallecido en noviembre. La fecha habría sido el 59.º cumpleaños de George. McTell actuó junto a Steve "Cockney Rebel" Harley, Darren Wharton (Thin Lizzy), Sir Paul McCartney y muchos otros para recaudar 36.000 libras esterlinas para las tres principales organizaciones benéficas contra el cáncer.
Heartland publicó Summer Lightning, el segundo volumen de la autobiografía de McTell, en 2002. Otro hito del año fue la concesión a McTell del Lifetime Achievement Award for Songwriting en los premios anuales BBC Radio 2 Folk Awards. Para entonces, McTell había escrito y grabado más de 200 canciones.
McTell había realizado numerosas giras nacionales e internacionales durante muchos años, por lo que en 2003 decidió tomarse un descanso de la carretera. Dividió el año entre sus casas de Londres y Cornualles y dedicó el tiempo a escribir, viajar y pasar tiempo con sus nietos.
A principios de 2004, McTell fue coprotagonista de la gira de Steeleye Span por Australia y Nueva Zelanda, además de girar por el Reino Unido, Irlanda y Europa continental.
McTell actuó en el cuadragésimo Cambridge Folk Festival (la actuación se retransmitió por televisión en BBC Four) y también tocó en el quincuagésimo Festival de Sidmouth. En agosto actuó como invitado en la convención de Fairport en Cropredy.

### The Journey

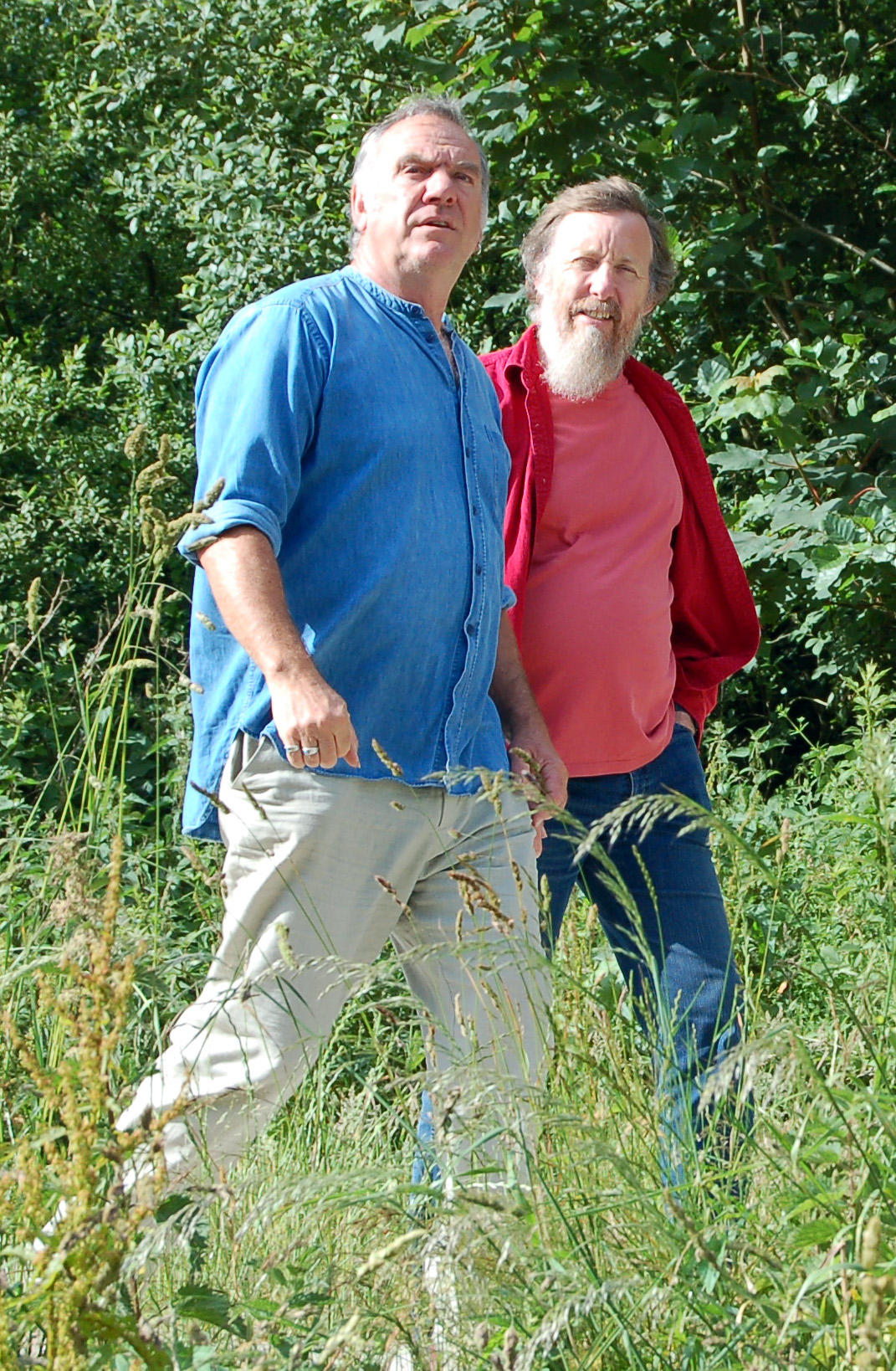
Ralph McTell (izquierda) con David Suff, de Fledg'ling, que recopiló y editó la caja The Journey

McTell celebró su 60 cumpleaños con un concierto en el Royal Festival Hall de Londres en noviembre de 2004. Todo el espectáculo fue filmado y publicado en DVD en 2005 con el título The London Show.
A finales de 2005, Leola publicó Time's Poems - The Song Lyrics of Ralph McTell. Dedicado "a Woody Guthrie, el hombre que lo empezó todo para mí", Time's Poems contiene "...todas las canciones que pude encontrar en cuadernos, en trozos de papel y viejas cintas, en discos y CD".
Para su gira "de cerca" de septiembre de 2006, McTell interpretó un conjunto titulado "Dylan, Guthrie and The Country Blues", con versiones suyas de canciones de Woody Guthrie, Bob Dylan y artistas negros de blues americano como Big Bill Broonzy. También grabó un álbum con este material, titulado Gates of Eden. McTell describió la música de este CD como "...el comienzo de mi propio viaje... estas canciones son casi sagradas para mí".
En octubre de 2006 se publicó una caja de cuatro CD (acompañada de un extenso ensayo de Paul Jenkins sobre las canciones de McTell). Compilado por David Suff a partir de grabaciones realizadas entre 1965 y 2006, The Journey se promocionó con varias entrevistas radiofónicas y una gran gira que incluyó dos conciertos de "gala" en la Union Chapel de Londres. El diseño de la caja corrió a cargo de John Haxby, que también realizó la fotografía de la portada.
A una gira en solitario por Australia a principios de 2007 le siguió la gira "The Journey Continues" por el Reino Unido. En agosto de 2007, Sanctuary Records celebró el 40 aniversario del primer contrato discográfico de McTell reeditando sus tres álbumes Transatlantic en CD con temas extra.

### As Far As I Can Tell
En octubre de 2007, McTell publicó un "audiolibro" titulado As Far As I Can Tell. Los tres CD incluían lecturas de la autobiografía intercaladas con nuevas grabaciones de las canciones que inspiraron. El CD As Far As I Can Tell se promocionó con una gira que incluía un concierto en la iglesia de Santa María de Banbury, lugar que aparecía en el primer volumen de la autobiografía.
En diciembre de 2007 se publicó un CD recopilatorio con una selección de canciones del propio McTell, incluida la versión "de éxito" de "Streets of London", bajo el sello Highpoint con el título The Definitive Collection.
En 2008, McTell reunió los dos volúmenes de su autobiografía en uno solo bajo el título As Far As I Can Tell para publicarlo coincidiendo con su gira de otoño. La nueva edición incluía capítulos adicionales ilustrados con fotos del álbum familiar de May.
El 9 de octubre de 2008, McTell apareció en el programa magazine de emisión nacional de la BBC1 The One Show en una entrevista pregrabada sobre la canción "Streets of London". La entrevista se grabó en París y fue conducida por Myleene Klass.
La aparición en The One Show fue el trampolín para dos vídeos "oficiales" de McTell en Internet. Realizados por Leola Music Ltd y publicados en YouTube, los vídeos presentaban a McTell hablando de su trabajo y de "Streets of London", con imágenes del concierto grabado en el Institute of Contemporary Arts.
Las imágenes del concierto en el Instituto de Arte Contemporáneo se publicaron en 2008 en un DVD completo titulado McTell on The Mall.
McTell emprendió en octubre de 2008 su gira más extensa por el Reino Unido en muchos años, visitando treinta salas de toda Inglaterra. El concierto en el Birmingham Town Hall fue inusual porque McTell, que rara vez aparece con un telonero, compartió cartel con The Dylan Project.

### Historia de canciones

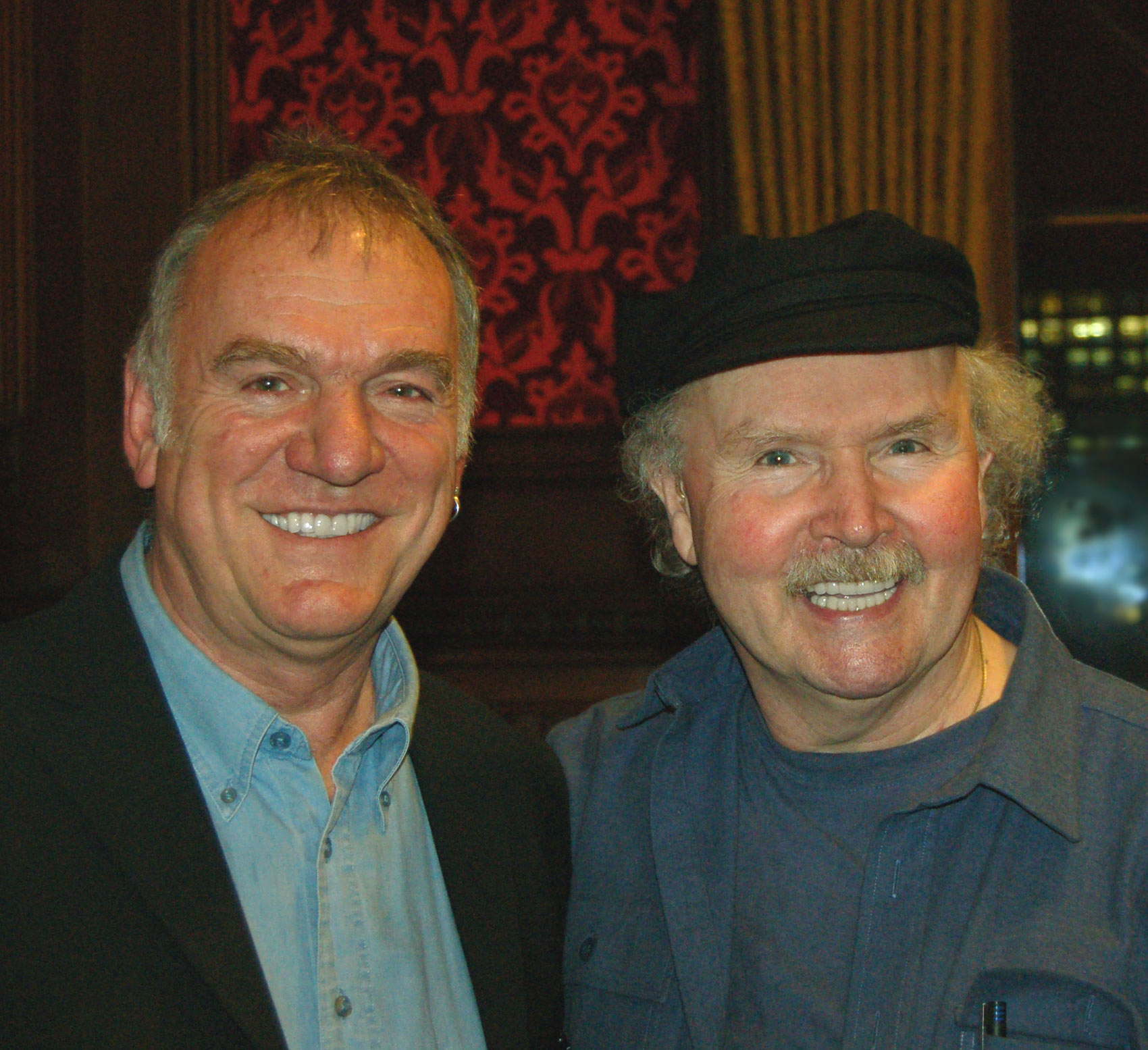
McTell junto a Tom Paxton en 2008

McTell publicó su primer álbum descargable en julio de 2009, titulado Streets of London and Other Story Songs, compuesto por doce temas de su catálogo.
En el verano de 2009, McTell actuó en solitario en el festival Fairport's Cropredy Convention, el sábado 15 de agosto. También se unió a Fairport Convention en el escenario durante su actuación esa misma noche.
En octubre de 2009, McTell fue homenajeado por el All Party Folk Music Group del Parlamento británico en una ceremonia especial celebrada en la Cámara de los Comunes para celebrar su contribución a la música folk. Era la segunda vez que se concedía un premio de este tipo, el anterior había sido Tom Paxton.
A principios de 2010, el sello discográfico de McTell, Leola Music, publicó Affairs of the Heart, una caja de cuatro CD de canciones de amor en un paquete de presentación. En consonancia con su tema, el álbum salió a la venta el 14 de febrero, Día de San Valentín. Entre las cincuenta y seis canciones del álbum no hay ninguna inédita. Dos temas se volvieron a grabar especialmente, pero los cincuenta y cuatro restantes eran remezclas digitales de grabaciones anteriores. El cómico Rory McGrath aportó extensas notas en el libreto que acompaña al álbum. El diseñador Peter Thaine se encargó del diseño de la carátula y del embalaje.
En 2010, McTell grabó un álbum de canciones nuevas, el primero en diez años, que publicó en octubre con el título Somewhere Down the Road. Llevó un diario en línea del progreso del álbum en el que describía el montaje del material, las sesiones de grabación y la preparación para el lanzamiento. La gira de otoño de McTell por el Reino Unido llevaba el mismo título.
El 21 de noviembre de 2010, McTell lanzó una canción de temporada, "The Things You Wish Yourself", como sencillo solo para descarga.

### Tributo
McTell fue invitado a grabar su propia interpretación de una canción de Bob Dylan para la celebración en Radio 2 de la BBC del 70 cumpleaños de Dylan en mayo de 2011. Don't Think Twice It's Alright fue también el título del homenaje de McTell a Dylan con seis canciones, que se publicó como EP descargable.
McTell se embarcó en una gira de otoño de 36 fechas por el Reino Unido en septiembre de 2011, que culminó con un concierto en el Cadogan Hall de Londres el 11 de diciembre. En la primera noche de la gira, McTell lanzó su nueva caja Songs For Six Strings.
En abril y mayo de 2012, McTell emprendió una breve gira por Australia. La gira de McTell por el Reino Unido de 2012, denominada "An English Heartbeat", comenzó en octubre y fue testigo del lanzamiento de un CD de instrumentales de guitarra titulado Sofa Noodling. En una entrevista publicada antes de su gira de 2013 "One More for the Road", McTell dijo: "Podría ser la última vez que hago una gran gira... este es el comienzo de ralentizar las cosas".
La primavera de 2014 vio a McTell de gira por las naciones celtas de las islas británicas, y el lanzamiento de un CD recopilatorio de canciones de temática celta, Celtic Cousins. Uno de los puntos álgidos de la gira fue la interpretación del homenaje de McTell a Dylan Thomas, The Boy With a Note, en Laugharne, la ciudad natal de Thomas, en el sur de Gales. Ese mismo año, McTell conmemoró el centenario del comienzo de la Primera Guerra Mundial con un EP de cuatro canciones, The Unknown Soldier.
McTell celebró su 70 cumpleaños con un concierto en el Theatre Royal, Drury Lane, Londres, el 7 de diciembre de 2014. En 2015 se publicó un DVD del concierto.

### About Time
En 2015 hubo pocos indicios de que McTell fuera a bajar el ritmo, ya que actuó en más de 30 conciertos en solitario a lo largo del año. Hacia finales de año, McTell inició un proyecto de grabación con uno de sus primeros compañeros de actuación, Wizz Jones. El CD resultante se publicó en junio de 2016 con el apropiado título de About Time. Los cincuenta años de McTell como artista discográfico fueron marcados por Martin Guitars con una guitarra "signature" Ralph McTell, construida según las especificaciones de McTell y comercializada como la Martin RM50.
McTell dio un concierto especial en el Royal Albert Hall en mayo de 2016. Anunciado como "Loyal Command Performance", el setlist fue votado por los fans de McTell, y McTell interpretó las 20 canciones que recibieron más votos. Los momentos más destacados del verano incluyeron la primera aparición de McTell en el Festival de Glastonbury y su regreso a la Convención de Fairport en Cropredy. En otoño, McTell emprendió una extensa gira por el Reino Unido e Irlanda. El sexto y último CD de la caja Songs for Six Strings de McTell se publicó durante la gira.

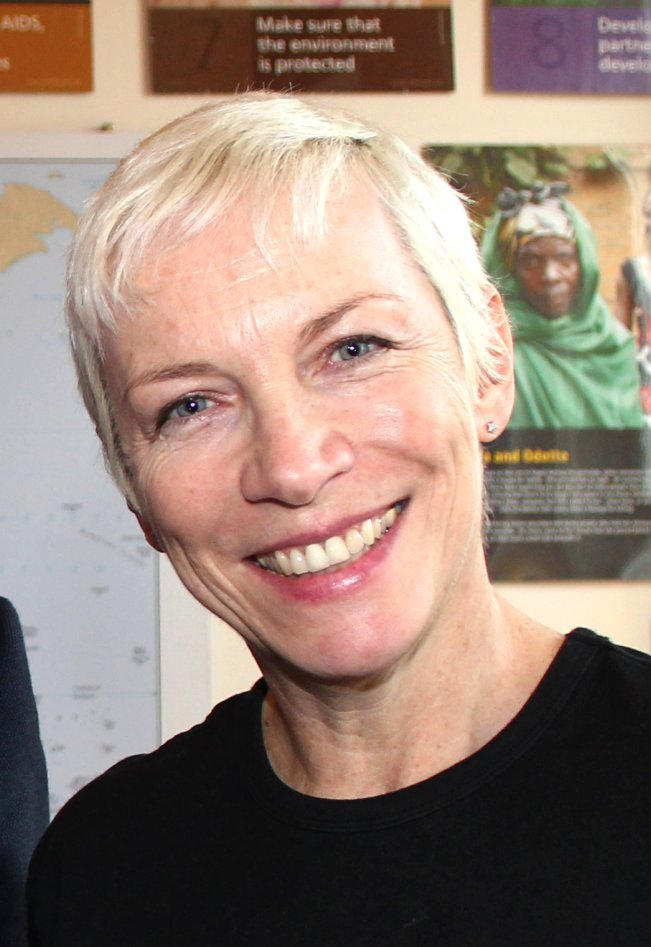
McTell grabó la canción "The Crisis Choir" junto a la cantante Annie Lennox (en la imagen), como invitada

Durante 2017, McTell y Jones realizaron una gira de su álbum About Time, que tuvo tan buena acogida que grabaron y publicaron un álbum de continuación, About Time Too. Antes de su gira en solitario de otoño, McTell invitó a los aspirantes a presentar grabaciones de música original, de las que McTell seleccionaría a los artistas que abrirían para él en un formato de "micrófono abierto" en los espectáculos. McTell eligió a uno de ellos para abrir su concierto de octubre en el London Palladium.
Desde 2014, McTell ofrecía un concierto benéfico anual para la organización benéfica británica Crisis en Navidad, y en 2017 invitó al coro Crisis a cantar Streets of London con él en su concierto en el Palladium. McTell también grabó su canción con The Crisis Choir y la vocalista invitada Annie Lennox, para lanzarla en vísperas de Navidad. La canción alcanzó el n.º 94 en la Official Singles Chart (para descargas, CD y streams) y el n.º 1 en la Official Physical Singles Chart (para ventas de CD).
En septiembre de 2018, McTell debutó en el programa musical de la BBC Later... with Jools Holland, en el que interpretó dos canciones, incluida la inspirada en Bob Dylan "West 4th Street and Jones". En un breve segmento de entrevista con Holland, McTell anunció una nueva gira y un álbum para 2019. El álbum, Hill of Beans, compuesto por 11 temas, entre ellos "West 4th Street and Jones", se publicó en septiembre.